# Atletica leggera ai Giochi della XIX Olimpiade - Staffetta 4×100 metri femminile

Video della Finale (film ufficiale dei Giochi)

La staffetta 4×100 metri ha fatto parte del programma femminile di atletica leggera ai Giochi della XIX Olimpiade. La competizione si è svolta nei giorni 19-20 ottobre 1968 allo Stadio Olimpico Universitario di Città del Messico.

## Risultati
Quattro anni prima, a Tokyo, le americane erano state sorprese dalla Polonia. Nella prima batteria le slave campionesse in carica sbagliano ed arrivano clamorosamente ultime. A sorpresa, i Paesi Bassi battono il record del mondo con 43"4 (43"49). Nella seconda serie le americane eguagliano il record mondiale.

In finale le americane si superano segnando uno sbalorditivo primato mondiale: 42"8. Ai piedi del podio, giungono quarte le olandesi, battute per soli 3 centesimi dalle sovietiche.

### Turni eliminatori
| 2 Semifinali | 19 ottobre | 8 + 7 | Si qualificano le prime 4. |
| Finale       | 20 ottobre | 8     |                            |

### Semifinali
| Pos. | Nazione        | Atleti                                                                | Tempo Ufficiale | Tempo Ufficioso | Note            |
| ---- | -------------- | --------------------------------------------------------------------- | --------------- | --------------- | --------------- |
| 1    | Stati Uniti    | Barbara Ferrell Margaret Bailes Mildrette Netter Wyomia Tyus          | 43"4            | 43"50           | Record mondiale |
| 2    | Australia      | Jennifer Lamy Joyce Bennett Raelene Boyle Dianne Bowering             | 43"7            | 43"77           | Q               |
| 3    | Germania Ovest | Renate Meyer Jutta Stöck Rita Wilden Ingrid Becker                    | 44"1            | 44"18           | Q               |
| 4    | Francia        | Michèle Alayrangues Gabrielle Meyer Nicole Montandon Sylviane Telliez | 44"3            | 44"32           | Q               |
| 5    | Canada         | Debbie Miller Stephanie Berto Annamária Tóth Irene Piotrowski         | 44"7            | 44"73           |                 |
| 6    | Nigeria        | Olajumoke Bodunrin Janet Omorogbe Mairo Jinadu Oyeronke Akindele      | 45"2            | 45"23           |                 |
| 7    | Messico        | Alma Rosa Martínez Mercedes Román Enriqueta Basilio Esperanza Girón   | 47"0            | 47"09           |                 |
| -    | Giamaica       | Adlin Mair-Clarke Carmen Smith Una Morris Vilma Charlton              | [44"8]          | [44"82]         | Squal.          |

| Pos. | Nazione          | Atleti                                                             | Tempo Ufficiale | Tempo Ufficioso | Note  |
| ---- | ---------------- | ------------------------------------------------------------------ | --------------- | --------------- | ----- |
| 1    | Paesi Bassi      | Wilma van den Berg Mieke Sterk Truus Hennipman Corrie Bakker       | 43"4            | 43"49           | [ 2 ] |
| 2    | Unione Sovietica | Ljudmila Maslakova Galina Bukharina Vira Popkova Ljudmila Ignatëva | 43"6            | 43"67           | Q     |
| 3    | Gran Bretagna    | Anita Neil Maureen Tranter Janet Simpson Lillian Board             | 43"9            | 43"98           | Q     |
| 4    | Cuba             | Marlene Elejarde Fulgencia Romay Violeta Quesada Miguelina Cobián  | 44"1            | 44"15           | Q     |
| 5    | Ungheria         | Etelka Kispál Margit Markó Györgyi Balogh Annamária Tóth           | 44"6            | 44"65           |       |
| 6    | Taiwan           | Chi Cheng Yeh Chu-Mei Lin Chun-Yu Tien Ah-Mei                      | 47"2            | 47"24           |       |
| 7    | Polonia          | Danuta Straszyńska Mirosława Sarna Urszula Jóźwik Irena Szewińska  | 53"0            | 53"02           |       |

### Finale
| Pos.    | Corsia | Nazione          | Atleti                                                                | Tempo Ufficiale | Tempo Ufficioso | Note            |
| ------- | ------ | ---------------- | --------------------------------------------------------------------- | --------------- | --------------- | --------------- |
| Oro     | 4      | Stati Uniti      | Barbara Ferrell Margaret Bailes Mildrette Netter Wyomia Tyus          | 42"8            | 42"88           | Record mondiale |
| Argento | 6      | Cuba             | Marlene Elejarde Fulgencia Romay Violeta Quesada Miguelina Cobián     | 43"3            | 43"36           |                 |
| Bronzo  | 7      | Unione Sovietica | Ljudmila Maslakova Galina Bukharina Vira Popkova Ljudmila Ignatëva    | 43"4            | 43"41           |                 |
| 4       | 3      | Paesi Bassi      | Wilma van den Berg Mieke Sterk Truus Hennipman Corrie Bakker          | 43"4            | 43"44           |                 |
| 5       | 8      | Australia        | Jennifer Lamy Joyce Bennett Raelene Boyle Dianne Bowering             | 43"4            | 43"50           |                 |
| 6       | 2      | Germania Ovest   | Renate Meyer Jutta Stöck Rita Wilden Ingrid Becker                    | 43"6            | 43"70           |                 |
| 7       | 5      | Gran Bretagna    | Anita Neil Maureen Tranter Janet Simpson Lillian Board                | 43"7            | 43"78           |                 |
| 8       | 1      | Francia          | Michèle Alayrangues Gabrielle Meyer Nicole Montandon Sylviane Telliez | 44"2            | 44"30           |                 |